# Liste der Umweltminister von Hessen
Dieser Artikel enthält eine Liste der Umweltminister von Hessen.

## Umweltminister Hessen (seit 1970)
| Name                                                                      | Amtsantritt                                  | Kabinett                               | Partei                                 |
| Minister für Landwirtschaft und Umwelt                                    | Minister für Landwirtschaft und Umwelt       | Minister für Landwirtschaft und Umwelt | Minister für Landwirtschaft und Umwelt |
| ------------------------------------------------------------------------- | -------------------------------------------- | -------------------------------------- | -------------------------------------- |
| Werner Best                                                               | 17. Dezember 1970                            | Osswald II                             | SPD                                    |
| Hans Krollmann                                                            | 17. Oktober 1973                             | Osswald II                             | SPD                                    |
| Willi Görlach                                                             | 18. Dezember 1974 20. Oktober 1976           | Osswald III Börner I                   | SPD                                    |
| Minister für Landesentwicklung, Umwelt, Landwirtschaft und Forsten        |                                              |                                        |                                        |
| Willi Görlach                                                             | 14. Dezember 1978                            | Börner II                              | SPD                                    |
| Karl Schneider                                                            | 13. Mai 1980                                 | Börner II                              | SPD                                    |
| Minister für Arbeit, Umwelt und Soziales                                  |                                              |                                        |                                        |
| Armin Clauss                                                              | 4. Juli 1984                                 | Börner III                             | SPD                                    |
| Minister für Umwelt und Energie                                           |                                              |                                        |                                        |
| Joschka Fischer                                                           | 12. Dezember 1985                            | Börner III                             | Grüne                                  |
| Minister für Umwelt und Reaktorsicherheit                                 |                                              |                                        |                                        |
| Karlheinz Weimar                                                          | 24. April 1987                               | Wallmann                               | CDU                                    |
| Minister für Umwelt, Energie und Bundesangelegenheiten                    |                                              |                                        |                                        |
| Joschka Fischer                                                           | 5. April 1991                                | Eichel I                               | Grüne                                  |
| Rupert von Plottnitz                                                      | 6. Oktober 1994                              | Eichel I                               | Grüne                                  |
| Minister für Umwelt, Energie, Jugend, Familie und Gesundheit              |                                              |                                        |                                        |
| Iris Blaul                                                                | 5. April 1995                                | Eichel II                              | Grüne                                  |
| Rupert von Plottnitz (kommissarisch)                                      | 19. September 1995                           | Eichel II                              | Grüne                                  |
| Margarethe Nimsch                                                         | 10. Oktober 1995                             | Eichel II                              | Grüne                                  |
| Rupert von Plottnitz (kommissarisch)                                      | 22. Februar 1998                             | Eichel II                              | Grüne                                  |
| Priska Hinz                                                               | 24. März 1998                                | Eichel II                              | Grüne                                  |
| Minister für Umwelt, Landwirtschaft und Forsten                           |                                              |                                        |                                        |
| Wilhelm Dietzel                                                           | 7. April 1999                                | Koch I                                 | CDU                                    |
| Minister für Umwelt, ländlicher Raum und Forsten                          |                                              |                                        |                                        |
| Wilhelm Dietzel                                                           | 5. April 2003                                | Koch II                                | CDU                                    |
| Minister für Umwelt, Energie, Landwirtschaft und Verbraucherschutz        |                                              |                                        |                                        |
| Silke Lautenschläger                                                      | 5. Februar 2009                              | Koch III                               | CDU                                    |
| Lucia Puttrich                                                            | 31. August 2010                              | Bouffier I                             | CDU                                    |
| Minister für Umwelt, Klimaschutz, Landwirtschaft und Verbraucherschutz    |                                              |                                        |                                        |
| Priska Hinz                                                               | 18. Januar 2014 18. Januar 2019 31. Mai 2022 | Bouffier II Bouffier III Rhein I       | Grüne                                  |
| Minister für Landwirtschaft und Umwelt, Weinbau, Forsten, Jagd und Heimat |                                              |                                        |                                        |
| Ingmar Jung                                                               | 18. Januar 2024                              | Rhein II                               | CDU                                    |